# Rimonabant
Rimonabant (conocido también como SR141716), es un inhibidor del apetito que actualmente se encuentra fuera del mercado en gran parte del mundo. Este es un antagonista selectivo del receptor cannabinoide CB1. Su principal efecto es la reducción del apetito.
Rimonabant fue el primer bloqueador del receptor selectivo CB1 en ser aprobado en el mundo. En Europa, su uso principalmente era indicado en conjunto con dieta y ejercicio para pacientes con un índice de masa corporal superior a 30 kg/m², o pacientes con un índice de masa corporal superior a 27 kg/m² y que presentaban factores de riesgo asociados, tales como diabetes mellitus tipo 2 o dislipidemia.  En el Reino Unido, esta droga estuvo disponible desde principios del mes de julio de 2006, mientras que ya en 2008, se encontraba disponible en al menos 56 países. 
Sin embargo, el 23 de octubre de 2008, la Agencia Europea de Medicamentos (EMEA) sugiere la suspensión de la comercialización de Acomplia (rimonabant), luego que su Comité para Productos Médicos de Uso Humano (CHMP) haya concluido que los riesgos de su consumo han superado a sus beneficios potenciales, principalmente después de haber detectado un aumento significativo de casos notificados de trastornos psiquátricos severos, depresión, e incremento en casos de pensamientos suicidas y suicidio consumados. Su aprobación oficial para comercialización finalmente fue cancelada por EMEA el 16 de enero de 2009, mientras que en Estados Unidos, el Comité Consultivo de Fármacos Endocrinológicos y Metabólicos de la FDA recomendó su no aprobación debido a los altos riesgos neurológicos y psiquiátricos para quienes la consuman.